# Asclepiòdot d'Alexandria
Asclepiòdot d'Alexandria (en grec Άσκληπιόδοτος) fou un escriptor i filòsof neoplatònic grec deixeble de Procle (Proclus) i mestre de Damasci (Damascius) que va viure a la segona meitat del segle v.
Era un dels més enèrgics defensors del paganisme. Va escriure un comentari sobre el Timeu de Plató que s'ha perdut. En parlen l'enciclopèdia Suides, Olimpiòdor i el mateix Damasci.